# Peștera Postojna
Postojnska jama sau peștera de la Postojna, este un sistem de peșteri carstice lung de 24.120 m din Slovenia, amplasată în comuna Postojna din sud-vestul țării. Este al doilea cel mai lung sistem de peșteri din țară (după Sistemul Migovec)  precum și unul dintre cele mai vizitate locuri turistice ale acesteia. Peșterile au fost create de râul Pivka. 

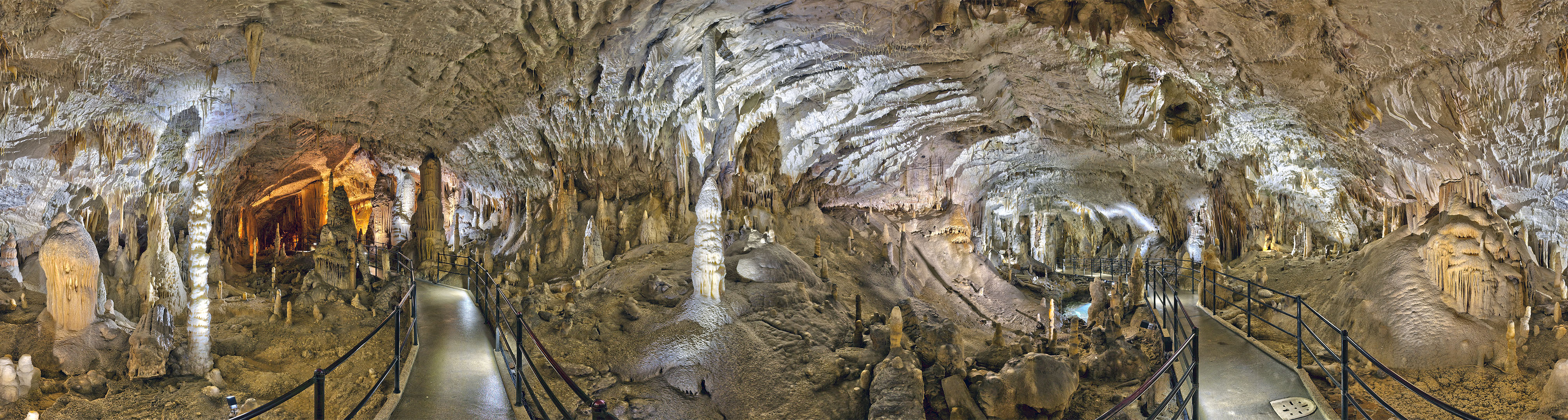
Traseu turistic prin Peștera Postojna în 2005 (realizat pentru VR)

Peștera de la Postojna este una din cele mai mari grote europene. Are o faună foarte variată: de la creveți, miriapode, și greieri de peșteră, la marea atracție pentru turiști, olmii, sau Proteus Anguinus (limba latină), o reptilă acvatică rară cu piele asemănătoare cu cea umană, semitransparentă. Are ochii atrofiați si are branhii exterioare. Există o subspecie a sa, olmul negru, extrem de rar. În afara turului în peșteră, animalele pot fi văzute de către turiști la vivariul de lângă aceasta. Olmii albi sunt aduși și ținuți 2 săptămâni in vivariu, apoi schimbați. Olmii negri nu sunt expuși datorită protecției lor. Peștera are 3 galerii celebre: cea albă, roșie și galeria spaghetti.

## Istoric

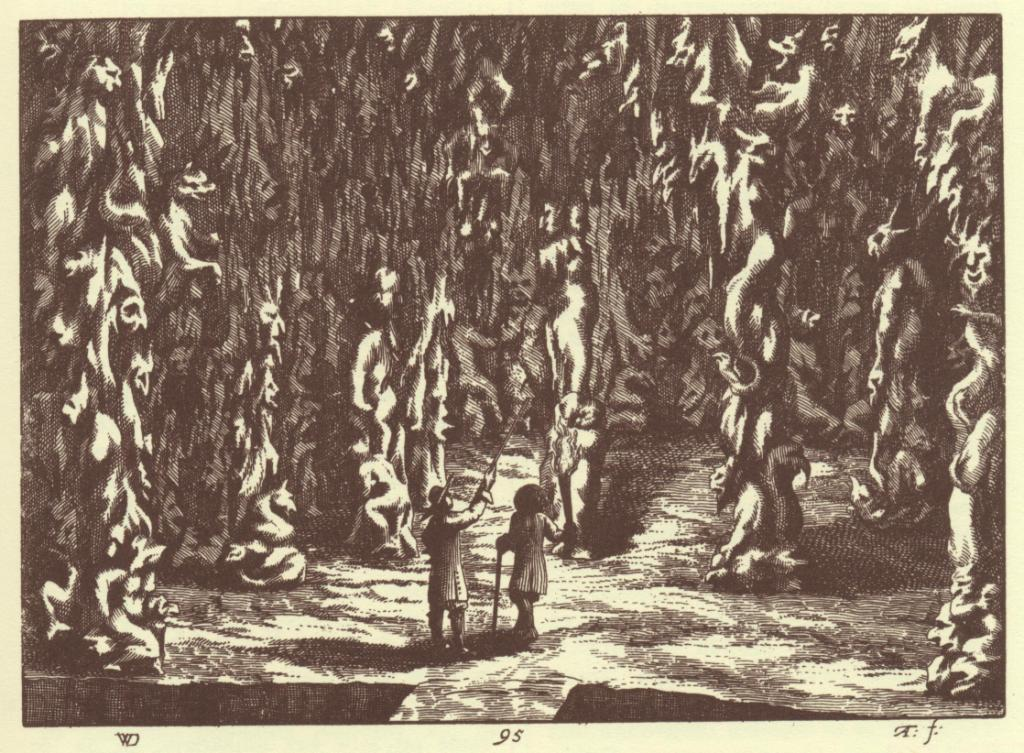
O imagine a explorărilor din 1689 - Johann Weichart Valvasor

Peștera a fost descrisă pentru prima dată în secolul al XVII-lea de către pionierul studiului fenomenelor carstice, Johann Weikhard von Valvasor, deși graffiti-urile din interior datate din 1213 indică o istorie mult mai lungă de utilizare. Peșterile Postojna erau deja cunoscute în vremuri preistorice , când serveau drept adăpost primilor bărbați locali. În 1818, când peștera era pregătită pentru o vizită a lui Francisc I , primul împărat al Austro-Ungariei , o nouă zonă a peșterii a fost descoperită accidental de Luka Čeč, un om local responsabil cu aprinderea lămpilor în peșteră. În anii 1850, geograful austro-ceh Adolf Schmidt a publicat prima prezentare științifică cuprinzătoare a peșterilor Postojna și a bazinului Pivka , care a devenit un punct de referință standard în studiul speologiei . 

### Primul ghid turistic și iluminat electric
În 1819, arhiducele Ferdinand a vizitat peșterile, acesta fiind momentul în care peșterile au devenit cunoscute oficial ca destinație turistică. Čeč a devenit primul ghid turistic oficial pentru peșteri atunci când peșterile au fost deschise publicului. Iluminatul electric a fost adăugat în 1884, precedând chiar și Ljubljana , capitala Crainei , din care peștera făcea parte la acea vreme, sporind și mai mult popularitatea sistemului de peșteri.
În 1872, au fost așezate șine de peșteră împreună cu primul tren peșteră pentru turiști. La început, acestea au fost împinse de către ghizii înșiși, mai târziu, la începutul secolului al XX-lea, a fost introdusă o locomotivă pe gaz.

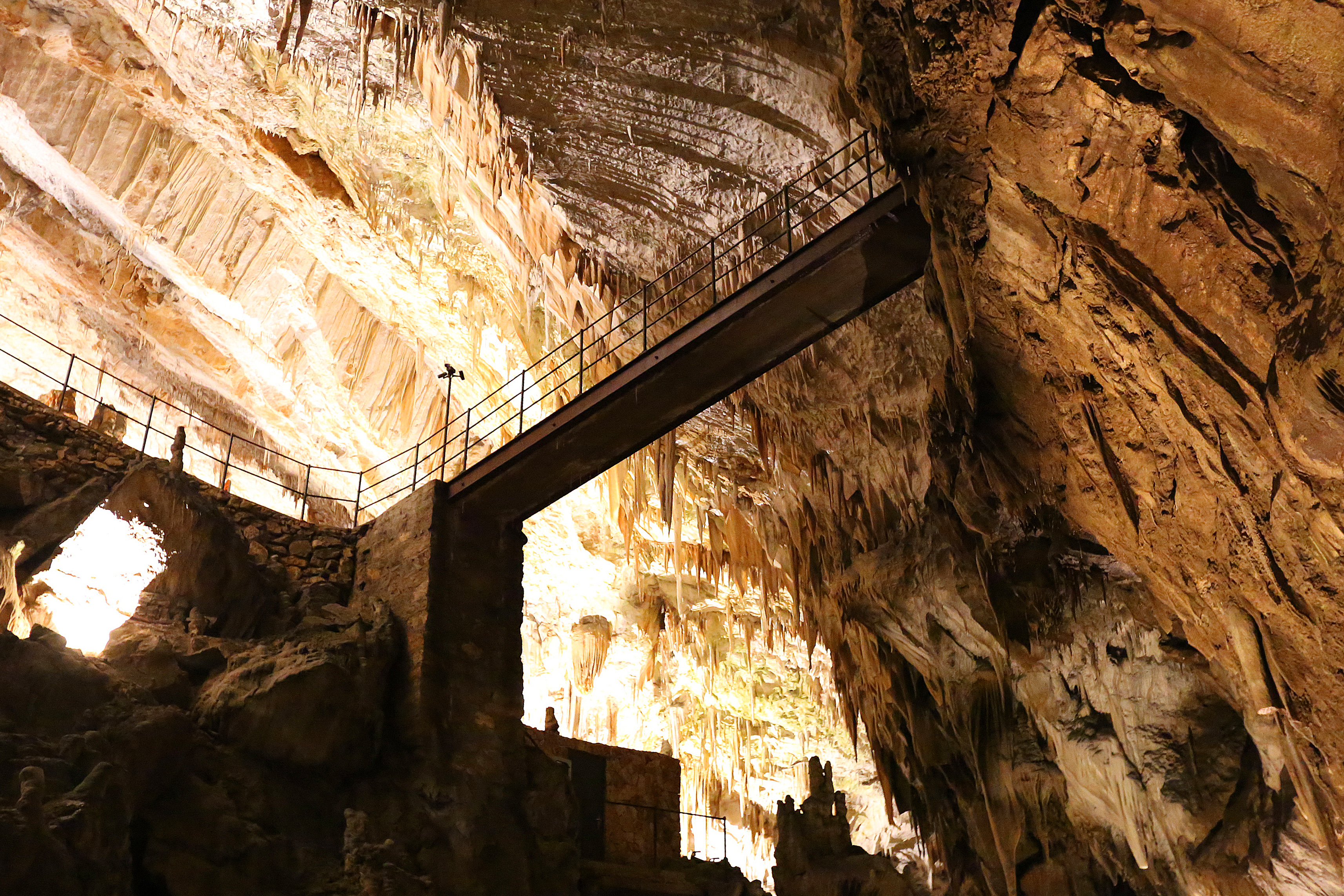
Podul Rusiei din Peștera Postojna. A fost construită de prizonierii de război ruși în timpul Primului Război Mondial. Înainte de asta, era aproape imposibil să explorezi sistemul de peșteri din spatele lui.

În timpul Primului Război Mondial , prizonierii de război ruși au fost forțați să construiască un pod peste o prăpastie mare din interiorul peșterii.

### Schimbări de la mijlocul secolului
În timpul celui de-al Doilea Război Mondial , forțele de ocupație germane au folosit peștera pentru a stoca aproape 1.000 de barili de combustibil pentru avioane, care au fost distruși în aprilie 1944 de partizanii sloveni . Focul a ars timp de șapte zile, distrugând o mare parte a peșterii și înnegrind intrarea. 
După 1945, locomotiva pe gaz a fost înlocuită cu una electrică. Aproximativ 5,3 kilometri din sistemul de peșteri sunt deschiși publicului. 
La sfârșitul anilor 1990, a fost una dintre cele mai vizitate peșteri din lume, cu aproape 1 milion de turiști pe an. 

### Turismul secolului al XXI-lea

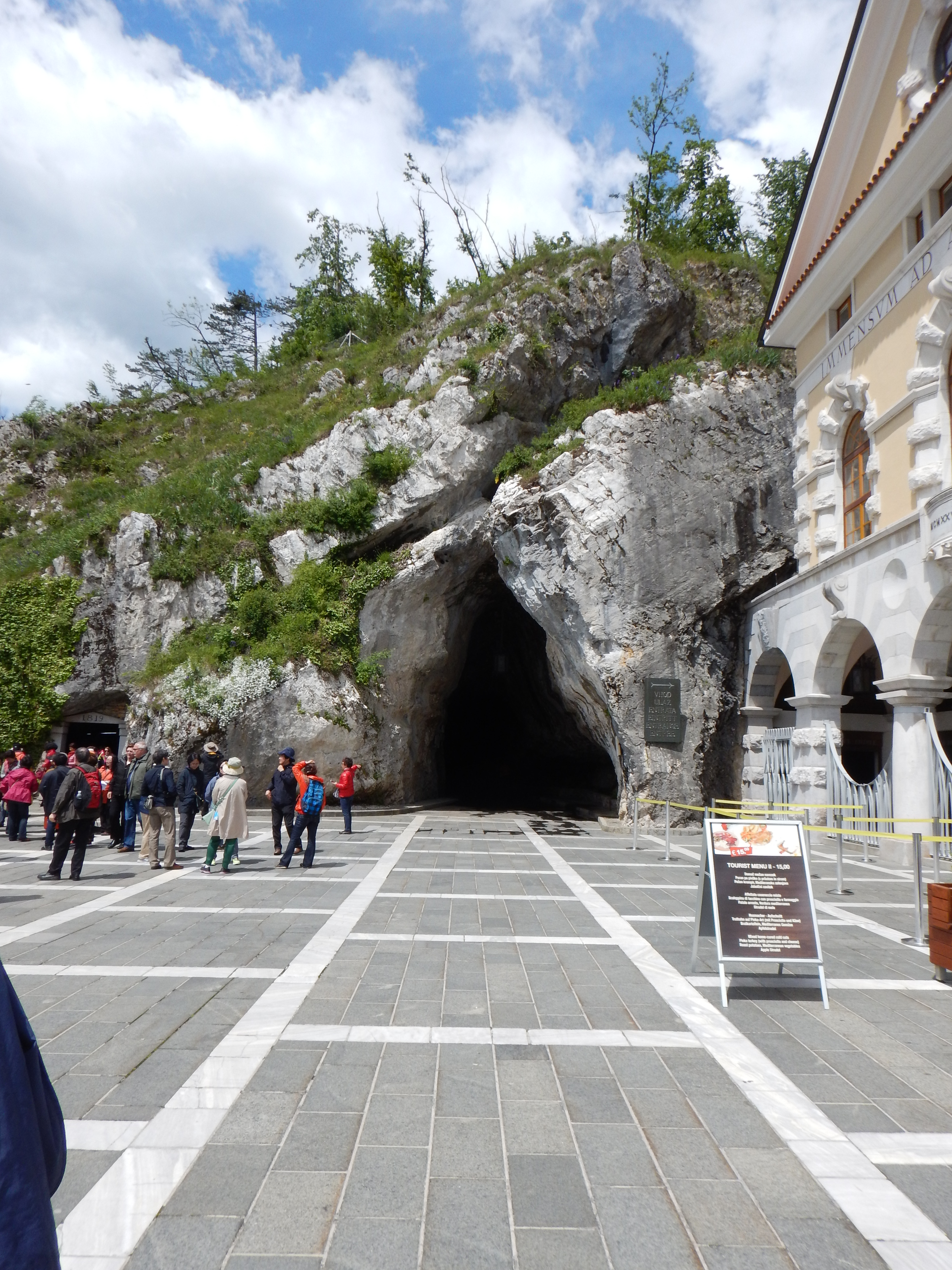
Intrarea naturală inițială (astăzi ieșirea) din Peștera Postojna, care a fost umplută cu sedimente, a fost excavată în 1866, pe vremea lui Anton Globočnik.

În iunie 2015, administrația peșterilor a raportat că scafandrii au reușit să exploreze o altă secțiune subacvatică a peșterii care duce către Peștera Planina , prelungind astfel sistemul de peșteri de la 20.570 m la 24.120 m.  Peștera găzduiește, de asemenea, singurul oficiu poștal subteran din lume. 
În 2008, numărul vizitatorilor a fost de 548.442. 
În 2017, operatorii au anunțat că un total de 38 de milioane de oameni au vizitat peștera în ultimii 200 de ani.

## Geneza
Sistemul de peșteri Postojna este partea superioară a bazinului râului Ljubljanica , puternic influențat de carstic, și a fost creat de Pivka, principalul debit al bazinului Pivka și afluenții săi subterani cel puțin încă din Pleistocenul timpuriu.  Datarea sedimentelor depuse în sistemul de peșteri a dus la o vârstă de până la 0,9 milioane de ani.  Formarea peșterilor este legată de faptul că pe marginea de sud-vest a bazinului Pivka flișul din eocen, slab permeabil la apă din subsolul bazinului împotriva unităților groase de calcar din Cretacic, care conțin adesea calcar foarte pur, a fost mult mai erodat de apă decât gresiile și rocile argiloase flișului.
Apa, care inițial curgea de la suprafață, a pătruns în calcar de-a lungul fisurilor și zonelor de falie și a condus la formarea de peșteri prin procese de dizolvare, care au determinat deplasarea rețelei de apă în subteran din cauza gravitației. Acest proces a fost susținut de procese tectonice care au dus la scufundarea și ridicarea unităților geologice unele împotriva celeilalte, astfel încât apa a trebuit să găsească constant noi căi. Secțiunile active de peșteră au fost, de asemenea, extinse coroziv de masele de nisip, pietriș și moloz transportate de râurile Pivka și predecesorii săi.
Cursul trecerilor din peșteri ale sistemului de peșteri Postojna arată două direcții principale. O mare parte din cavitățile alungite se desfășoară în mod clar în direcția nord-vest-sud-est și astfel - paralel cu faliile tectonice din zona peșterii. O a doua parte este aproximativ perpendiculară pe ea și este mai ramificată decât cealaltă parte.

## Mediu natural
Peștera Postojna a fost sculptată de râul Pivka de-a lungul a milioane de ani.  Există stalagmite , stalactite și formațiuni numite perdele sau draperii care arată ca niște perdele îndoite.
Sistemul de peșteri are 24,12 kilometri (14,99 mi) lungime  și este alcătuit din patru peșteri interconectate prin același râu subteran. Cu toate acestea, conform regulilor speologiei, pasajele și sifoanele care leagă peșterile trebuie să fie parcurse sau înotate de către om pentru ca ele să fie considerate un întreg. Conectarea a două dintre principalele sisteme de peșteri va face din acesta cel mai lung sistem de peșteri din Slovenia și unul dintre cele mai lungi din toată Europa. Rămân 400 de metri (1.300 de picioare) între cele două peșteri, ceea ce ar face ca sistemul de peșteri să aibă o lungime între 31.000 de metri și 35.000 de metri.

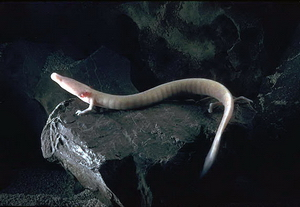
Olm (Proteus Anguinus)

Astăzi, Peștera Postojna este renumită ca leagănul biospeologiei - știința biologică a studiului vieții animalelor subterane. Peșterile găzduiesc, de asemenea, olmul endemic ,  cel mai mare amfibian trogloditic din lume - singurele vertebrate din Europa care își petrec întreaga viață în subteran. Turul prin peșteri include un acvariu cu niște olmi în el. Pe 30 ianuarie 2016, o femelă olm de la peșteră a început să depună peste 50 de ouă. Acest eveniment rar a dus la știri globale despre Peștera Postojna și olm.  De la sfârșitul lunii mai până la mijlocul lunii iulie 2016, douăzeci și doi de pui au eclozat cu succes.
În total, în peșteră au fost găsite 150 de specii de animale, printre care se numără numeroase care sunt endemice   dintre acestea, 115 sunt adevărate specii de peșteri, ceea ce reprezintă un record mondial. Luka Chech a descoperit și un gândac necunoscut anterior în peșteră, care a fost numit în mod eronat nu după numele descoperitorului, ci după numele curatorului muzeului. Mulți reprezentanți ai mai multor grupuri de animale de peșteră au fost descriși pentru prima dată pe baza exemplarelor din Peștera Postojna. De aceea, o stație speologică modernă, interesantă pentru vizitatori - Peștera Vivarij Proteusova - a fost renovată la 50 de metri de intrarea principală în Peștera Postojna. La inițiativa lui Ivan Andrej Perek, această stație a fost înființată la 100 de ani de la descoperirea gândac cu gât mic, în 1931.

## Tur al peșterii Postojna

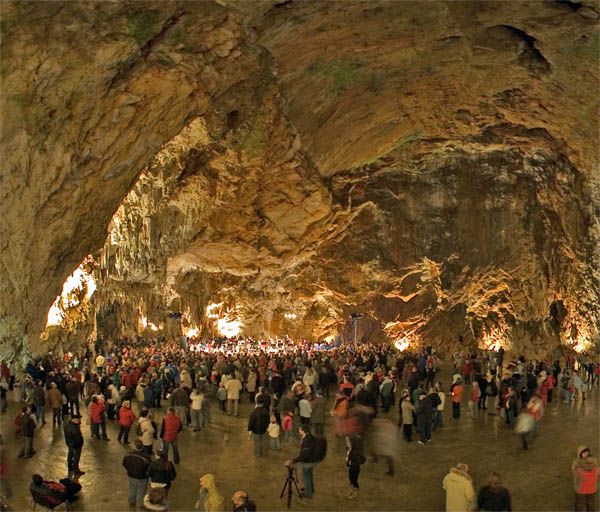
Sală de concerte amenajată în peștera Postojna din Slovenia

În timp ce sistemul de peșteri are 24 km lungime, doar 5 km este deschis publicului. Din aceasta, 3,5 km sunt parcurși de un tren care duce vizitatorii prin peșteră; restul de 1,5 km pot fi parcurși pe jos și cu ghid. Întregul tur durează aproximativ 1,5 ore.
Temperatura din interiorul peșterii este de aproximativ 10 Celsius. 

## Expoziție permanentă
Expoziția „EXPO Postojna Cave Karst” a fost deschisă în aprilie 2014. Este cea mai mare expoziție permanentă despre fenomenele peșterii și carstice din întreaga lume. Expoziția prezintă prezentări interactive despre istoria dezvoltării peșterii legate de turism. Vizitatorii învață despre fenomenele carstice prin proiecții de diferite materiale pe un model tridimensional, descoperă caracteristicile speciale ale mediului carstic și învață despre evenimentele istorice de la Peștera Postojna de pe Zidul Faimei. Expoziția este de interes atât pentru publicul larg, cât și pentru experți. Copiii sunt ghidați interactiv prin expoziție despre olm și un gândac cu gât subțire și pot călători singuri într-un tren din peșteră.

## Administrarea Peșterii Postojna
Peștera Postojna este un monument natural și o valoare naturală de importanță națională pentru sloveni. Este administrat de compania privată cu același nume, Postojnska jama dd, care are un contract de concesiune pe 20 de ani semnat cu statul. Cea mai mare parte a taxei de concesiune aparține municipalităților Pivka și Postojna și este destinată în primul rând investițiilor care contribuie la o stare mai bună a mediului și a bazinului râului Pivka. Actualul operator dezvoltă turismul durabil al peșterilor în conformitate cu principiile de conservare, care includ investiții în infrastructura peșterilor, siguranța vizitatorilor, conservarea peșterilor și dezvoltarea de oferte de calitate în peșteră și în jurul ei.
- În 2013, Banca Sloveniei a emis o monedă comemorativă de 2 euro dedicată Peșterii Postojna. Pe avers în partea centrală se află o imagine stilizată a unei peșteri sub formă de spirală, iar în stânga acesteia există o inscripție: „Postojnska jama • 1213—2013 • Slovenija” (peștera Postojna • 1213—2013 • Slovenia). Numărul este dedicat aniversării a 800 de ani de la faima (prima vizită) a acestui reper național.[25]  Unele surse raportează că Postojnska Pit „este cunoscută din 1213” [26] .
- Pe micul asteroid din centura principală 243 Ida , pe care cele mai mari cratere sunt numite după renumite peșteri terestre, grote și tuburi de lavă, craterul Postojna este numit după peștera slovenă Postojna.

## Galerie de imagini

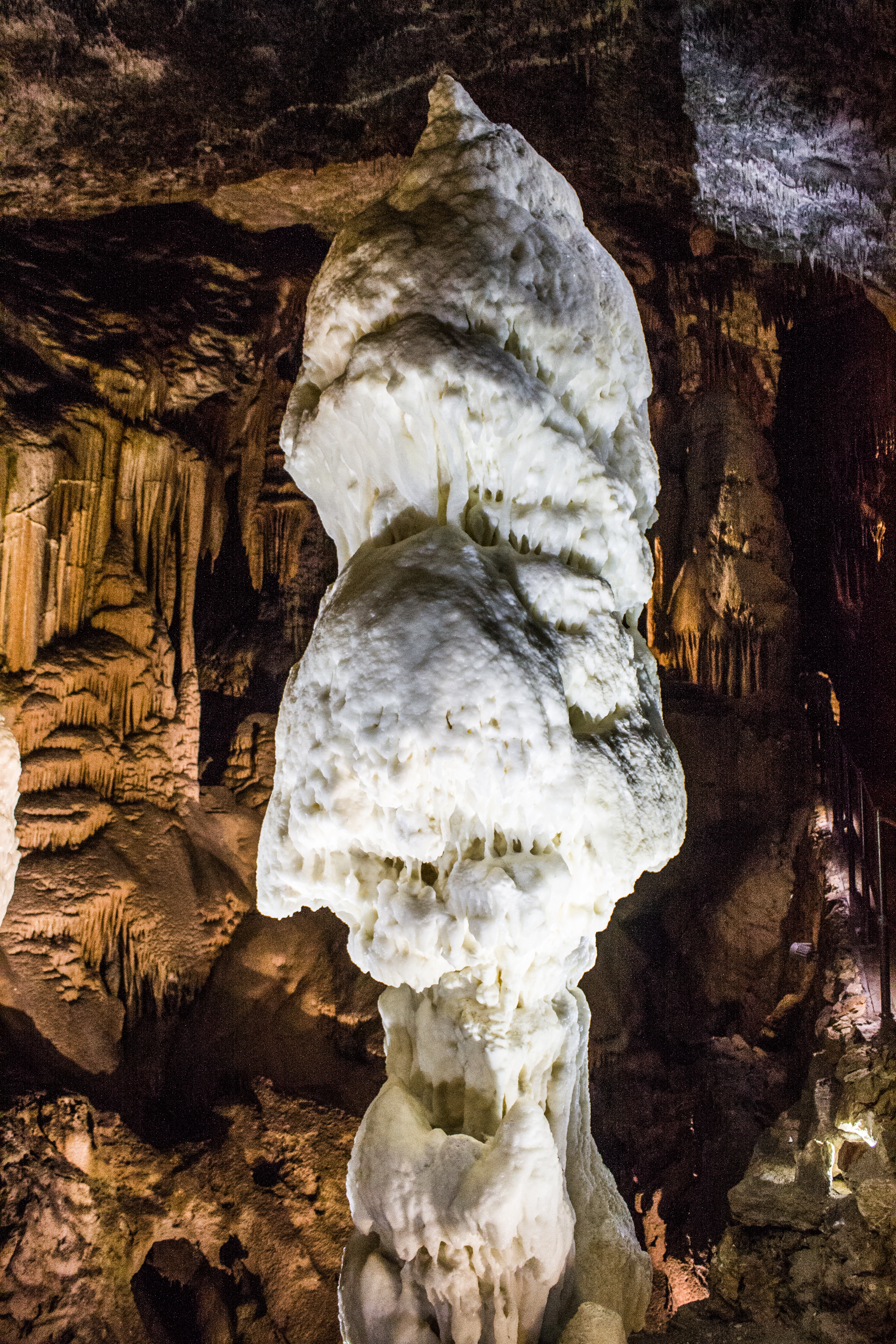
Stalagmite "Diamant alb" - un simbol al peșterii
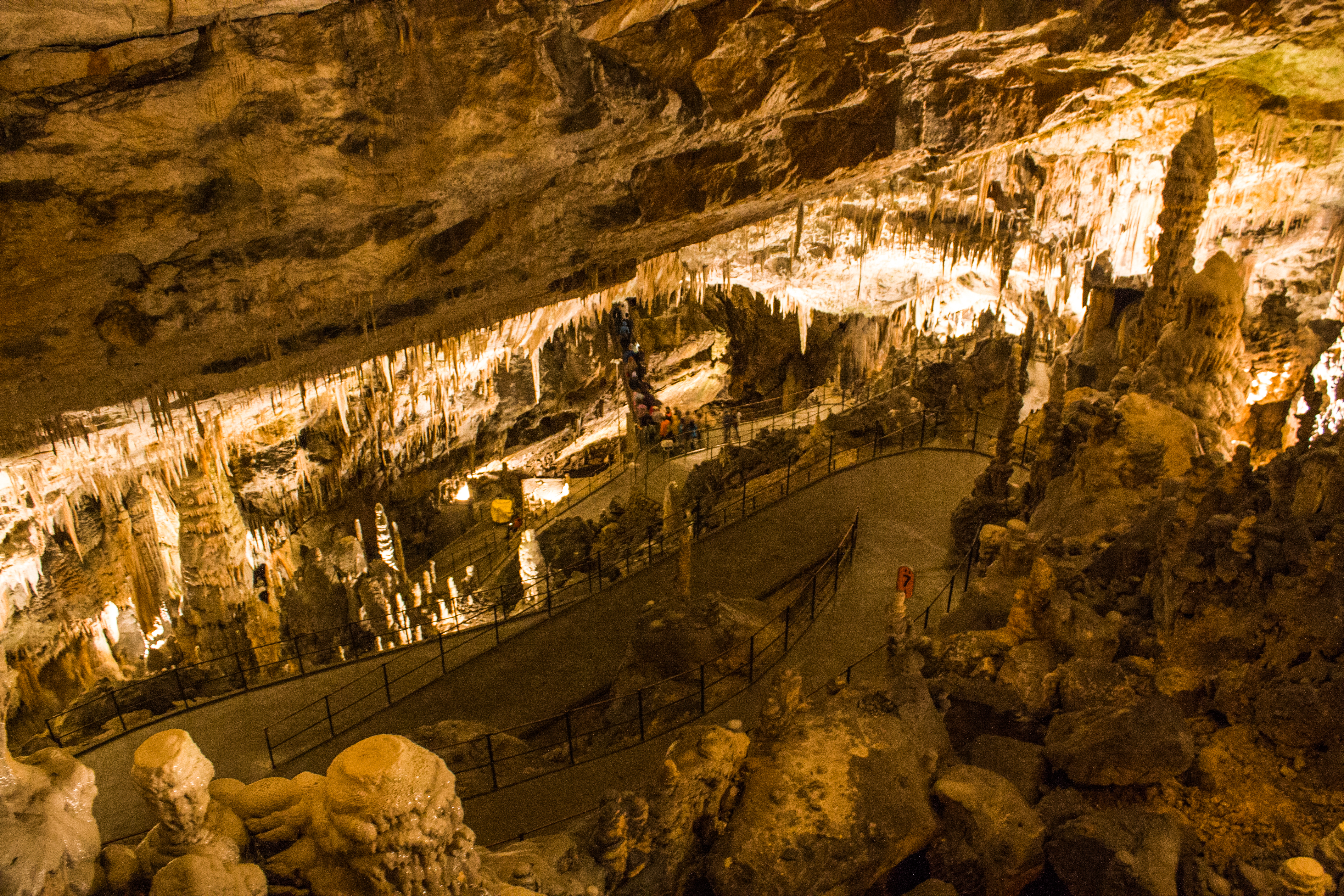
Sala Mare a Muntelui
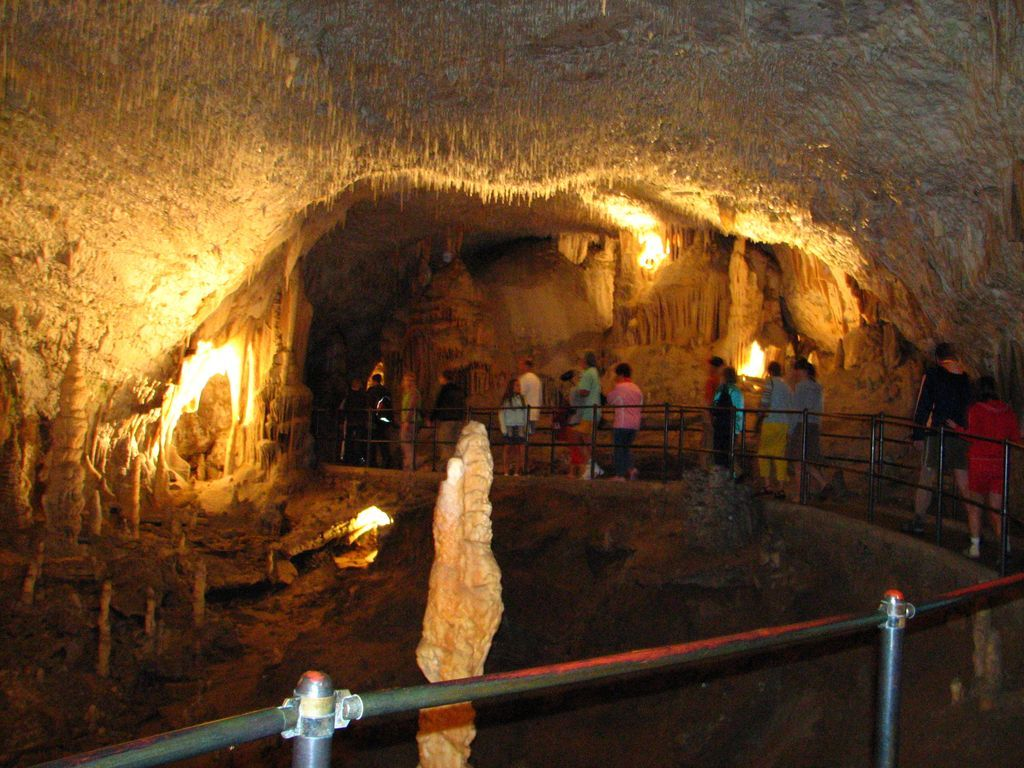
Sala de tuburi (sau spaghete).
Trenul peșterii
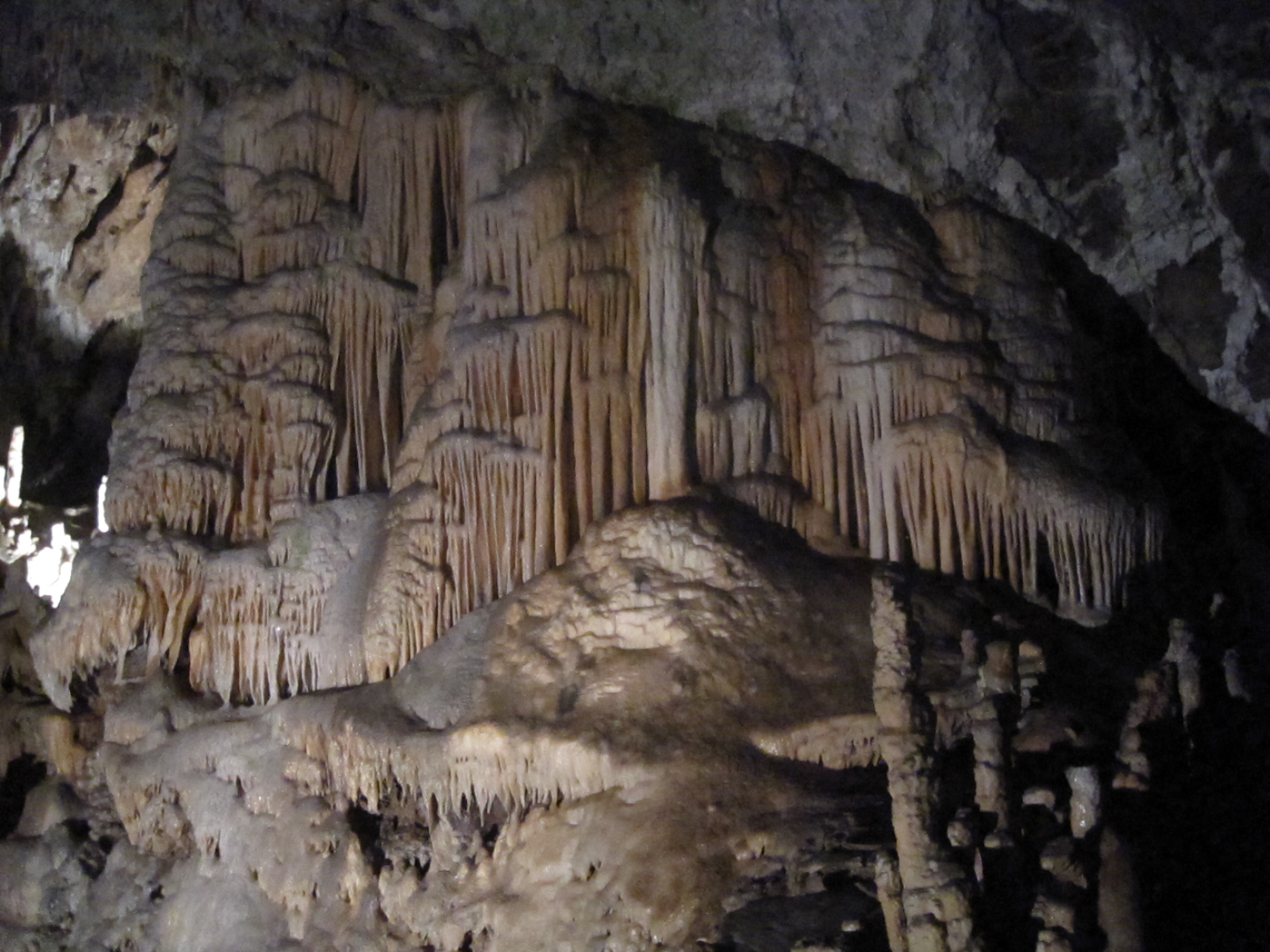
O formațiune de stalagmite adânc în subteran în Peștera Postojna